# NGC 1541
NGC 1541 é uma galáxia espiral (S0-a) localizada na direcção da constelação de Taurus. Possui uma declinação de +00° 50' 07" e uma ascensão recta de 4 horas, 17 minutos e 00,2 segundos.
A galáxia NGC 1541 foi descoberta em 14 de Novembro de 1863 por Albert Marth.